# Kunio Maekawa
Kunio Maekawa (japonsky 前川 國男, 14. května 1905 Niigata – 26. června 1986 Tokio) byl japonský modernistický architekt, představitel internacionálního stylu. 

## Život
Pocházel ze samurajského rodu Ii, jeho otec pracoval na ministerstvu vnitra a strýc Naotake Sató byl diplomat. Získal kvalitní vzdělání a roku 1928 absolvoval fakultu architektury na Tokijské univerzitě. Pak pobýval dva roky ve Francii, kde se jako první Japonec učil u Le Corbusiera a Charlotte Perriandové. Po návratu do vlasti pracoval s Antonínem Raymondem a v roce 1935 založil v Ginze vlastní studio. Maekawovo úsilí o propojení japonské a západní architektury dokumentuje jeho vlastní dům, dokončený roku 1942, který se stal součástí Tokijského muzea architektury. V počátcích své tvorby pracoval Maekawa převážně s dřevem, protože v Japonsku byl v důsledku válečného hospodářství nedostatek oceli. Později se pod vlivem brutalistů zaměřil na betonové stavby.
Koncem čtyřicátých let inicioval výstavbu nouzového bydlení „premos“ pro lidi, kteří přišli za války o své domovy. K jeho nejvýznamnějším realizacím patří knihkupectví Kinokunija, bytový dům Harumi, Tokijská národní galerie moderního umění, koncertní síně v Kjótu a Tokiu, Národní parlamentní knihovna Japonska nebo výšková budova pojišťovny Tokio Marine Nichido. Navrhl japonské pavilony pro Světovou výstavu 1958 a Světovou výstavu 1970. Pracoval i v zahraničí, v Kolíně nad Rýnem projektoval první evropské muzeum zaměřené na východoasijské umění, kde spolupracoval se sochařem Masajukim Nagarem. Maekawovy budovy založené na jednoduchých čistých liniích byly přirovnávány ke kresbám hitofudegaki. Věnoval se také teoretickým otázkám, kladl důraz na etickou stránku architektury, jeho postoje byly ovlivněny frankfurtskou školou.
V roce 1968 podpořil studentské protesty, což vedlo ke konfliktu s japonským státem. Ve Francii mu byl udělen Řád čestné legie a Národní řád za zásluhy. V letech 1965 až 1969 byl místopředsedou Mezinárodního svazu architektů. K jeho žákům patřili Kenzó Tange a Masato Otaka.

## Stavby

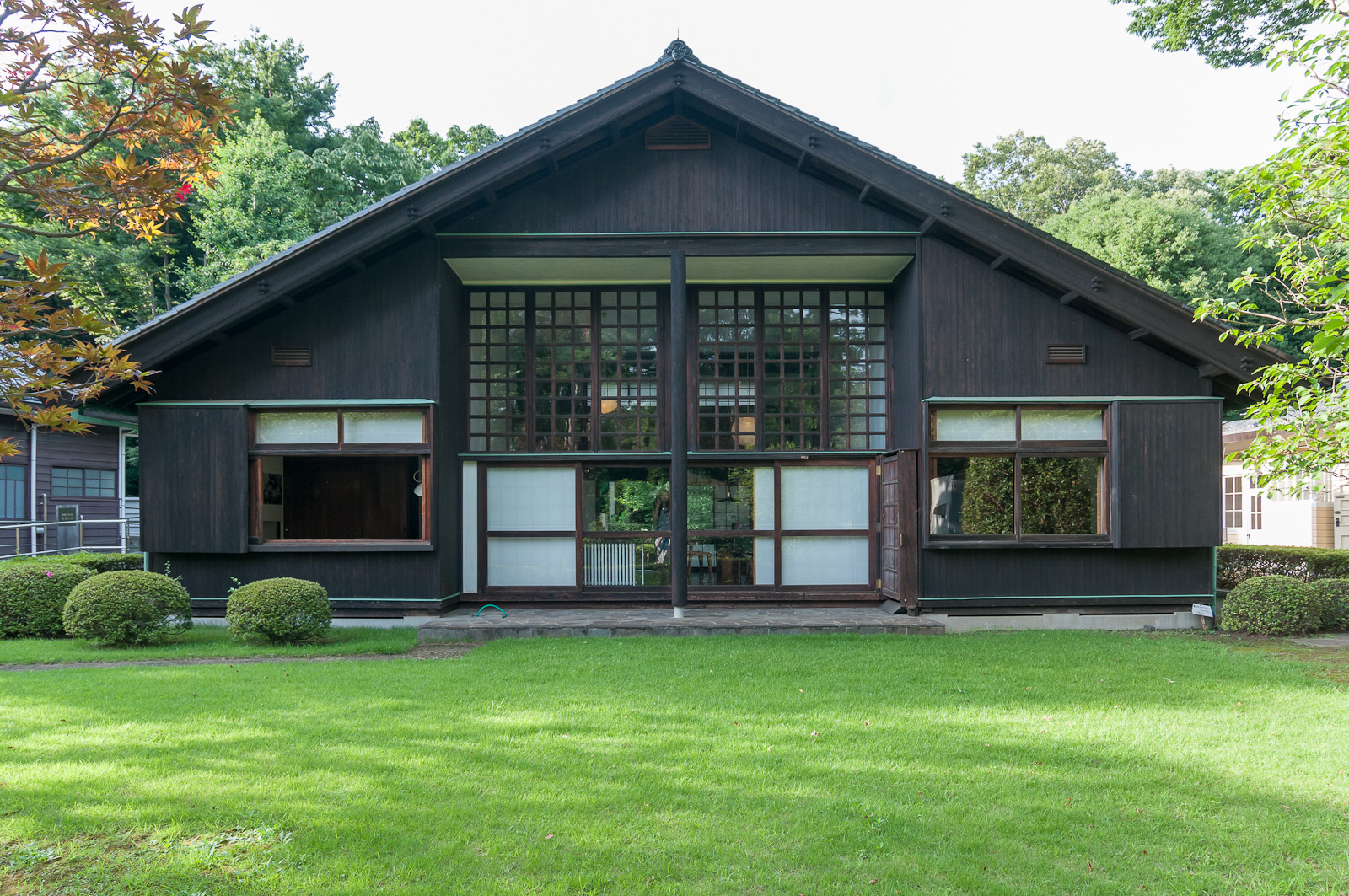
Maekawův dům
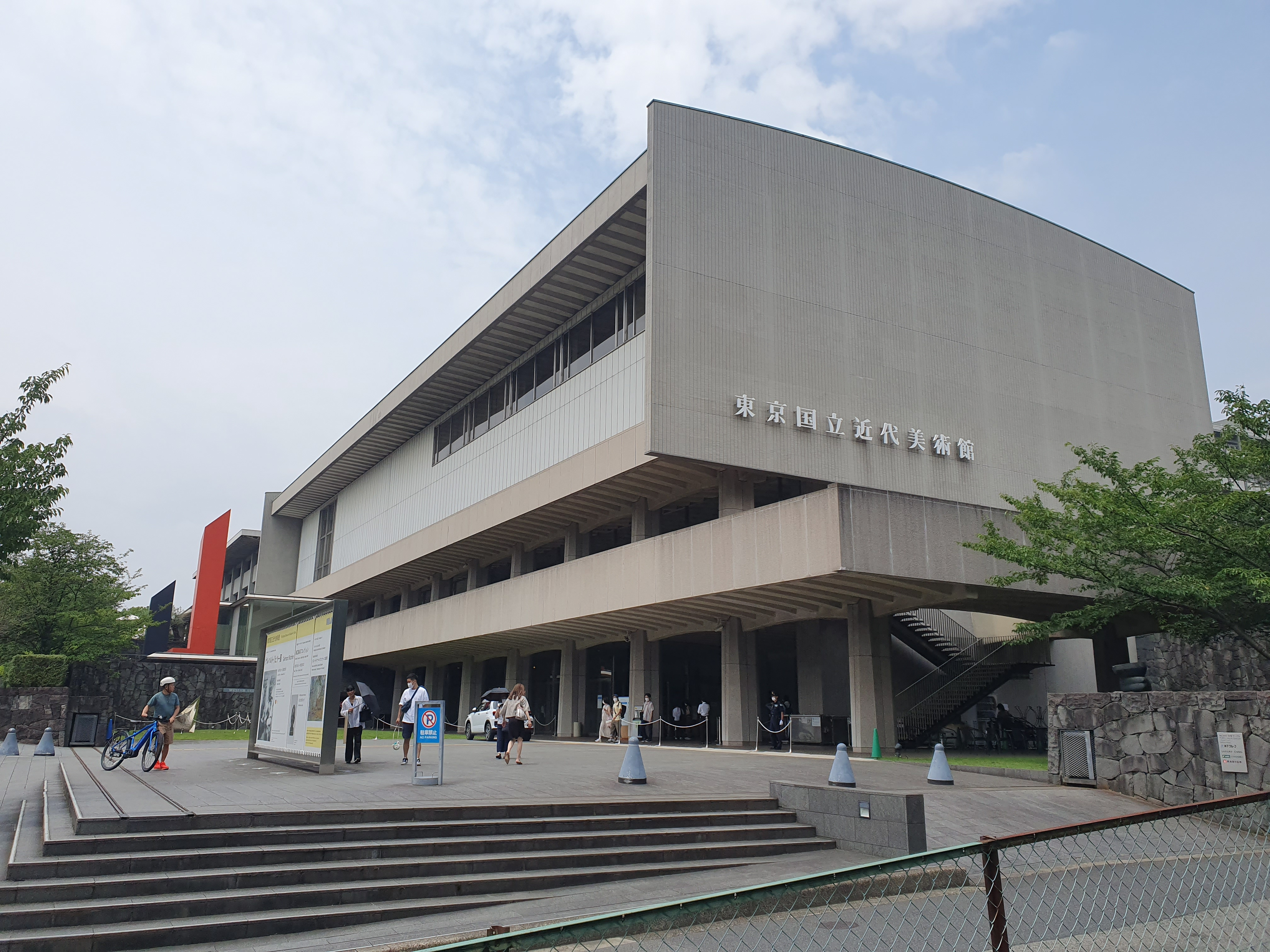
Národní muzeum moderního umění
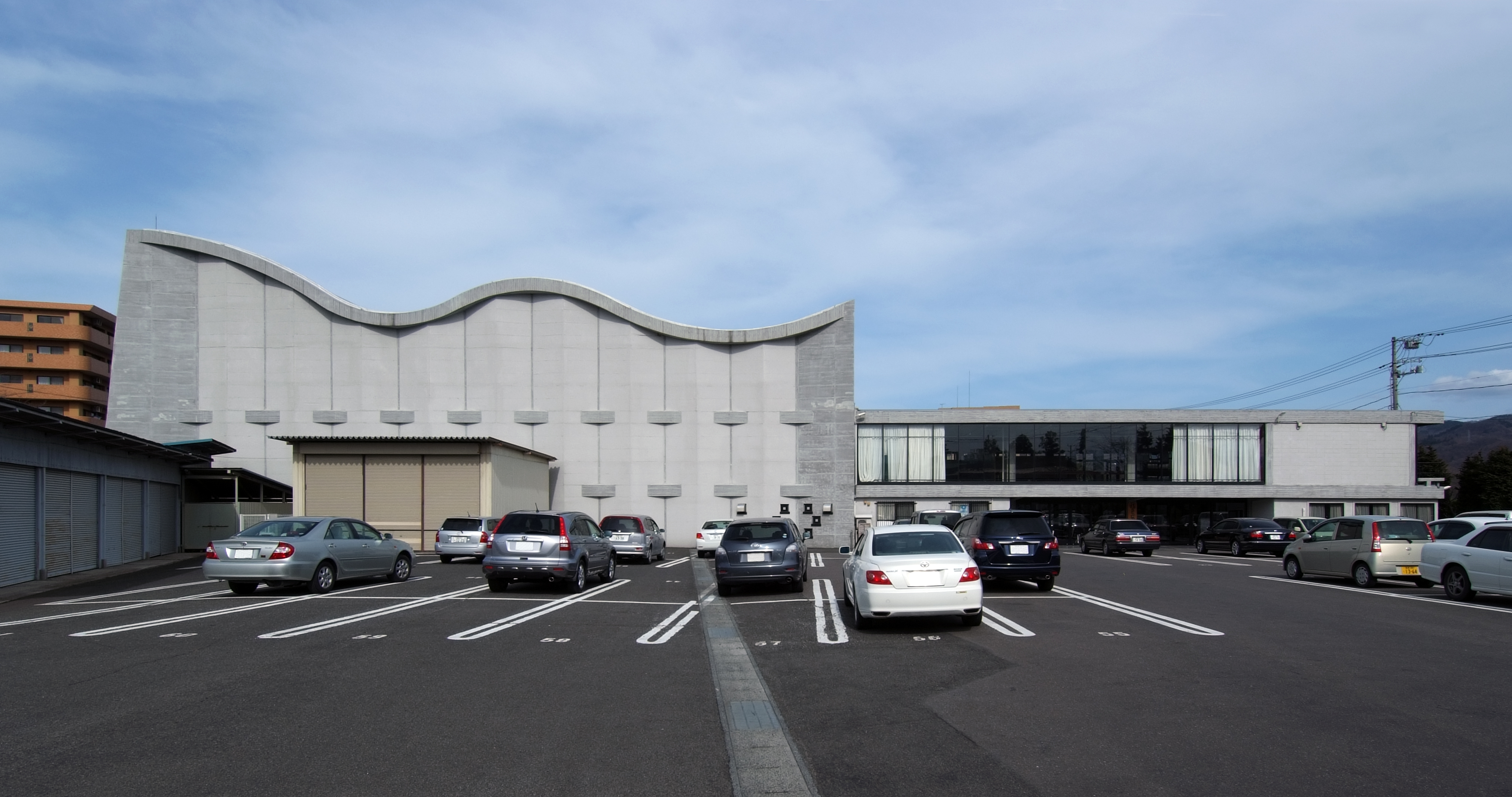
Vzdělávací centrum ve Fukušimě